# Игуманија Агнија (Станић)
Агнија (световно Катарина Станић; Орашац код Шапца, 25. јануар 1940 — Манастир Боговађа, 2. мај 2021) била је православна монахиња и игуманија Манастира Боговађе.

## Биографија
Игуманија Агнија родила се 25. јануара 1940. године у Орашацу код Шапца као Катарина Станић у побожној породици. У раном детињству је примила љубав према Богу од оца Матије Станића, истакнутог припадника Богомољачког покрета. Са свега 18 година долази за искушеницу у Манастир Боговађу у време страдања и гоњења Цркве под комунистичком влашћу. Управо ће она постати једна од монахиња које ће спасити и сачувати манастир од пропадања.
Након пет година искушеништва, замонашила се на Малу Госпојину, 21. септембара 1964. године, добивши име Агнија. Монашење је извршио Епископ жички Василије Костић у Манастиру Боговађи, а салуживали су епископ шабачко-ваљевски Јован Велимировић и епископ браничевски Хризостом Војиновић.
Године 1980. одлази на поклоњење Гробу Господњем у Јерусалим и тиме стиче хаџијску титулу. Године 2005. године епископ шабачко-ваљевски Лаврентије Трифуновић замонашио је монахињу Агнију у малу схиму и унапредио у игуманију. Епископ ваљевски Милутин одликовао је игуманију Агнију правом ношења напрсног крста и жезла.
Када је именована за игуманију, зграде су биле оронуле,  а сестринство је било старо и малобројно. Мати Агнија је показала да је спремна да се суочи са изазовом, јер је припадала монашкој струји која је заговарала гледиште да се радом може доћи до спасења.
На томе је и устројила живот сестринства, манастирских радника и гостију.  Сигурно је да се у Манастиру Боговађи никада није толико градило као што је то био случај за време њене управе. Обновљена је црква, обновљено или изграђено од основе 11 објеката,  уређене су велика и мала порта, пробијене су нове саобраћајнице и обновљене старе са два паркинга, унапређен водоводни систем, обновљено манастирско гробље, економија је постављена на нове основе.
Посвећивала је пажњу и култури, те је манастир издао неколико публикација, урађено је неколико научноистраживачких радова, враћено је и прибављено нешто старина, а једно време је радила и иконописачка радионица. Обновљена ризница, архив, библиотека и манастирска администрација су вероватно на највишем нивоу у Ваљевској епархији. Њеним трудом манастиру је враћено готово 400 хектара земље, а пољопривреда некада окосница манастирске економије је доживела значајан напредак.
Дана 2. маја 2021. године, на празник Христовог васкрсења упокојила се мати Агнија, сахрањена је на источној страни манастирске порте уз олтар Манастира Боговађе.